# Richtlinie 2013/33/EU (Aufnahmerichtlinie)
Die Richtlinie 2013/33/EU des Europäischen Parlaments und des Rates vom 26. Juni 2013 zur Festlegung von Normen für die Aufnahme von Personen, die internationalen Schutz beantragen (Neufassung), auch Aufnahmerichtlinie genannt, führt im Rahmen des Gemeinsamen Europäischen Asylsystems gemeinsame Normen für den genannten Personenkreis ein.

## Inhalt
Die aktuelle Richtlinie beinhaltet Bestimmungen zu einer Reihe unterschiedlicher Aspekte, die im Zusammenhang mit den Aufnahmebedingungen stehen, die Staaten Asylsuchenden während des Asylverfahrens gewähren sollen.

### Aufnahmebedingungen für Personen mit besonderen Bedürfnissen
Die Richtlinie sieht vor, dass die Unterstützung, die Personen mit besonderen Bedürfnissen bei der Aufnahme gewährt wird, ihren Bedürfnissen während der gesamten Dauer des Asylverfahrens Rechnung getragen wird und ihre Situation überwacht wird. Dies betrifft unter anderem den Zugang zu medizinischer Versorgung sowie die Haftbedingungen.

### Inhaftnahme
Die Inhaftnahme von Asylsuchenden sollte gemäß der Richtlinie unter anderem lediglich als letztes Mittel eingesetzt werden und darf erst zur Anwendung kommen, nachdem alle Alternativen sorgfältig geprüft worden sind.

### Bereitstellung von Informationen
Die Richtlinie sieht vor, dass Asylsuchenden Gelegenheit zur Kontaktaufnahme mit Organisationen oder Personengruppen, die Rechtsberatung leisten, gewährt werden sollte. Daher sollen laut der Richtlinie von Staaten Informationen über derartige Organisationen und Personengruppen bereitgestellt werden.

### Zugang zum Arbeitsmarkt
Die Richtlinie möchte die wirtschaftliche Unabhängigkeit von Antragstellern fördern und Diskrepanzen zwischen den Mitgliedstaaten begrenzen, weshalb der Zugang von Asylsuchenden zum Arbeitsmarkt klar geregelt werden soll. Die Mitgliedstaaten sollen unter anderem dafür Sorge tragen, dass Asylsuchende spätestens neun Monate nach Antragstellung Zugang zum Arbeitsmarkt erhalten, sofern noch keine erstinstanzliche Entscheidung erlassen wurde und eine etwaige Verzögerung nicht den Asylsuchenden zur Last gelegt werden kann.

### Berücksichtigung des Kindeswohls
Unter anderem bei der Entscheidung über die Unterbringungsmodalitäten sollten die Staaten laut der Richtlinie dem Kindeswohl stets Rechnung tragen.

### Ausmaß der materiellen Unterstützungsleistungen
Die Richtlinie möchte sicherzustellen, dass die gewährte materielle Unterstützung einheitlichen Grundsätzen entspricht. Daher sollten laut der Richtlinie Staaten anhand relevanter Bezugsgrößen den Umfang der Unterstützung bestimmen. Sie können dabei Asylsuchenden jedoch eine weniger günstige Behandlung als Staatsangehörigen zukommen lassen.

## Frühere Asylaufnahmerichtlinie
Die Richtlinie 2003/9/EG des Rates vom 27. Januar 2003 über Mindestnormen für die Aufnahme von Asylbewerbern, auch Asylaufnahmerichtlinie oder kurz Aufnahmerichtlinie genannt, legte Mindeststandards für die Aufnahme und Versorgung von Asylbewerbern fest.

## Überarbeitung
Die Europäische Kommission legte 2013 einen Entwurf einer überarbeiteten Fassung der Asylaufnahmerichtlinie vor.
Der Neufassungsentwurf wahrte in Artikel 8 ausdrücklich den Grundsatz, dass niemand allein deshalb inhaftiert werden darf, weil er um internationalen Schutz nachsucht, in Einklang mit dem bereits in Art. 18 Asylverfahrensrichtlinie festgelegten Prinzip. Er sah jedoch eine im Vergleich zur bisherigen Version mehr und umfassendere Haftgründe für Asylsuchende vor und bot die Grundlage für eine Inhaftierung ohne strafrechtlichen Grund. Auch Minderjährige sollten inhaftiert werden können; unbegleitete minderjährige Flüchtlinge hingegen seien in Einrichtungen der Jugendhilfe unterzubringen.